# شهرک قدس (بمپور)
شهرک قدس، روستایی از توابع بخش مرکزی شهرستان بمپور در استان سیستان و بلوچستان ایران است.

## جمعیت
این روستا در دهستان بمپور شرقی قرار دارد و براساس سرشماری مرکز آمار ایران در سال ۱۳۸۵، جمعیت آن ۸۸ نفر (۲۰خانوار) بوده‌است.